# Bamsemo'er opdrager Sønnen
Bamsemo'er opdrager Sønnen er en dansk stumfilm fra 1910 produceret af Nordisk Films Kompagni. Filmens instruktør er ukendt.
Filmen blev i tysktalende lande distribueret som Mutter Petz dressiert ihr Junges. 